# Rambynaski Park Regionalny
Rambynaski Park Regionalny (lit. Rambyno regioninis parkas) – park regionalny na Litwie, położony w południowej części litewskiej Litwy Mniejszej, nad dolnym Niemnem, przy granicy z obwodem królewieckim. Utworzony został w 1992 r. i obejmuje powierzchnię 4786 ha.